# Bathygadus micronemus
Bathygadus micronemus és una espècie de peix de la família dels macrúrids i de l'ordre dels gadiformes.